# Cristian Brocchi
Cristian Brocchi [uitspraak: 'kristjɑn 'brɔki] (Milaan, 30 januari 1976) is een Italiaans voormalig betaald voetballer die bij voorkeur centraal op het middenveld speelde. 

## Carrière
Cristian Brocchi speelde van 1994 tot en met 2013 voor Pro Sesto, Lumezzane, Hellas Verona, Internazionale, AC Milan, Fiorentina en SS Lazio. Brocchi speelde één keer in het Italiaans voetbalelftal, in een oefeninterland tegen Turkije op 15 november 2006 .
Brocchi stroomde door vanuit de jeugd van AC Milan. Dat verhuurde hem in de seizoenen 1995/1996 en 1996/1997 en in 1997/98 aan Lumezzane. Daarna verkocht de club hem aan Hellas Verona, op dat moment actief in de Serie B. Met die club dwong hij in 1999 promotie af naar de Serie A. Na één jaar in de Serie A verkocht Verona Brocchi aan Internazionale. Na één jaar Inter keerde hij terug bij AC Milan, middels een ruil met Ludovic Giuly. Milan verhuurde hem in juli 2005 voor een jaar aan Fiorentina deed hem in 2008 over aan SS Lazio.
Brocchi opende samen met Christian Abbiati een café in Milaan. Hij begon samen met Christian Vieri en Alena Seredova een eigen kledinglijn.

## Erelijst
AC Milan
- UEFA Champions League

2002.03, 2006/07
- WK clubteams

2007